# Acacia truncata
Acacia truncata là một loài thực vật có hoa trong họ Đậu. Loài này được Hoffmanns. miêu tả khoa học đầu tiên.